# Максим Лобановски
Максим Лобановски (мађ. Lobanovszkij Maxim; Москва, 18. јануар 1996) мађарски је пливач руског порекла. Његова специјалност је пливање спринтерских трка слободним стилом. 
На међународној сцени дебитовао је на европском јуниорском првенству у малим базенима у израелској Нетанији 2015. где се такмичио као део мађарске штафете на 4×50 слободно и 4×50 мешовито. Годину дана касније наступио је и на светском првенству у малим базенима, и то је уједно био његов деби у сениорској конкуренцији. 
На сениорским светским првенствима дебитовао је у Будимпешти 2017. где се такмичио у трци на 50 слободно у којој је пливао у квалификацијама у времену 22,23 секунди, што је било довољно за 18. место и није успео да се пласира у полуфинале такмичења.